# میتالاوا
میتالاوا (به لاتین: Mitalawa) یک منطقهٔ مسکونی در سری‌لانکا است که در استان مرکزی (سری‌لانکا) واقع شده‌است.